# كهف بارادايس
كهف بارادايس (بالبولندية: Jaskinia Raj، ويترجم إلى العربية: كهف الجنة) هو كهف أفقي من الحجر الجيري الكارستي يقع إلى الجنوب من مدينة كيلسي في بولندا.

## الوصف
يبلغ طول الكهف 240 مترًا (790 قدمًا) وارفاعه 9.5 مترًا (31 قدمًا) ، ومع ذلك ، لا يوجد سوى قسم بطول 180 مترًا (590 قدمًا) ومدخلان فقط مفتوحان للزوار. على الرغم من صغر حجمه ، إلا أنه يعتبر واحدأ من أجمل الكهوف في بولندا ويجذب العديد من الزوار. تؤدي ممراته من خلال خمس غرف وكهوف، مزينة بالهوابط والصواعد وأعمدة الصخور الكلسية التي ترسبت على مدى عشرات الآلاف من السنين. ومن أجل الحفاظ على درجة حرارة داخلية من 8 إلى 10 درجات مئوية (46 إلى 50 درجة فهرنهايت ؛ 281 إلى 283 كلفن) و 95 في المائة من الرطوبة المطلوبة للحفاظ على القيمة التاريخية للكهف وسلامته البيئية ، فلا يسمح إلا لخمسة عشر شخصًا كحد أقصى برفقة دليل سياحي بدخول الكهف كل خمس عشرة دقيقة.
يوجد أمام المدخل مركز معلومات مضاء بالألياف الضوئية يعرض اكتشافات الكهف الأثرية والحفرية التي تتضمن نسخة طبق الأصل من كهف إنسان نياندرتال ، ومجموعة من القطع الأثرية التي تعود لعصر الحضارة الموستيرية بالإضافة إلى أحافير عظام متحجرة لحيوانات من العصر الحجري القديم.